# Peltzerella borneensis
Peltzerella borneensis är en insektsart som beskrevs av Schmidt 1926. Peltzerella borneensis ingår i släktet Peltzerella och familjen hornstritar. Inga underarter finns listade i Catalogue of Life.